# Flybe

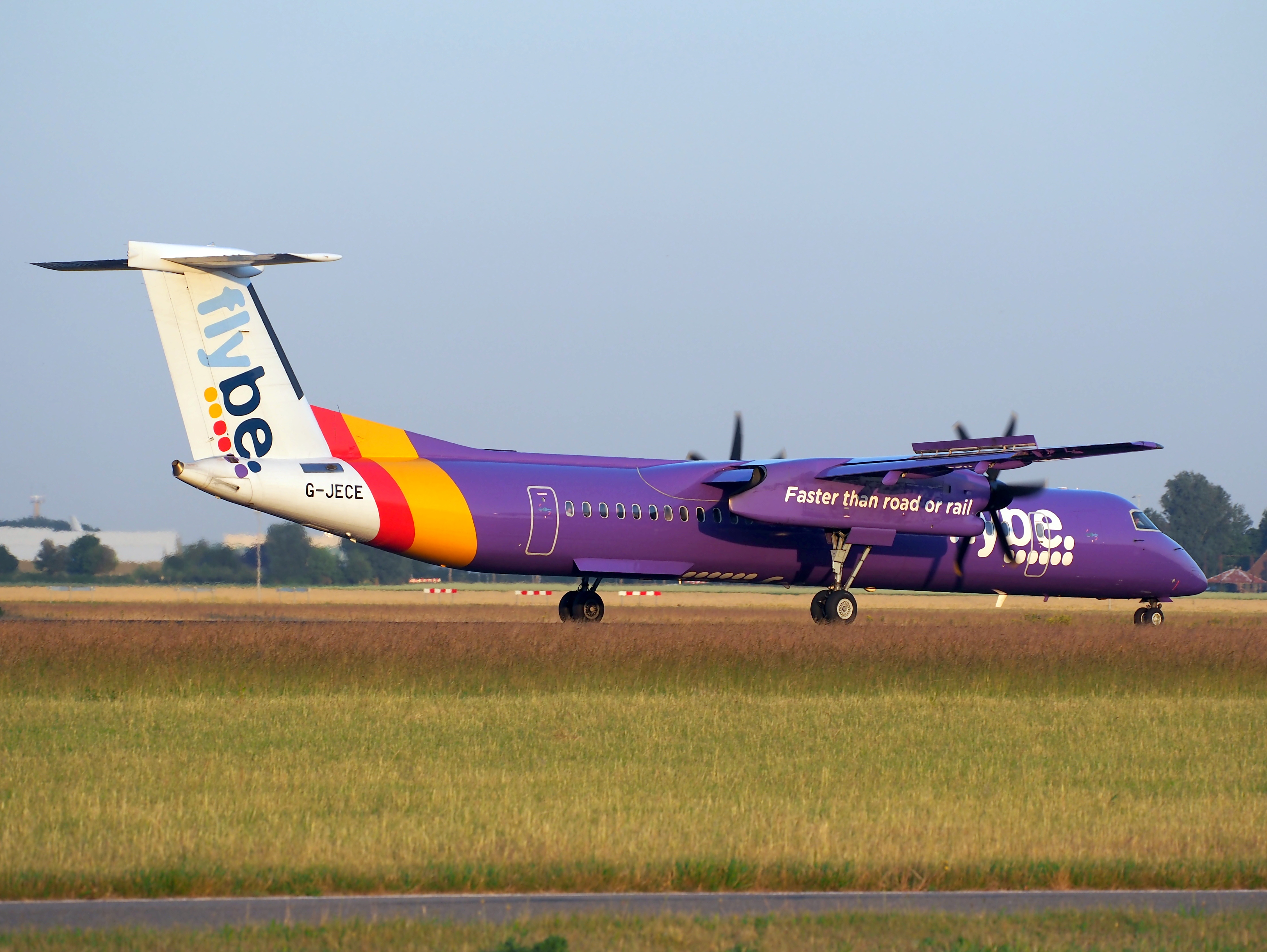
Bombardier Dash 8-Q402 na letišti Schiphol v novém fialovém zbarvení (2016)

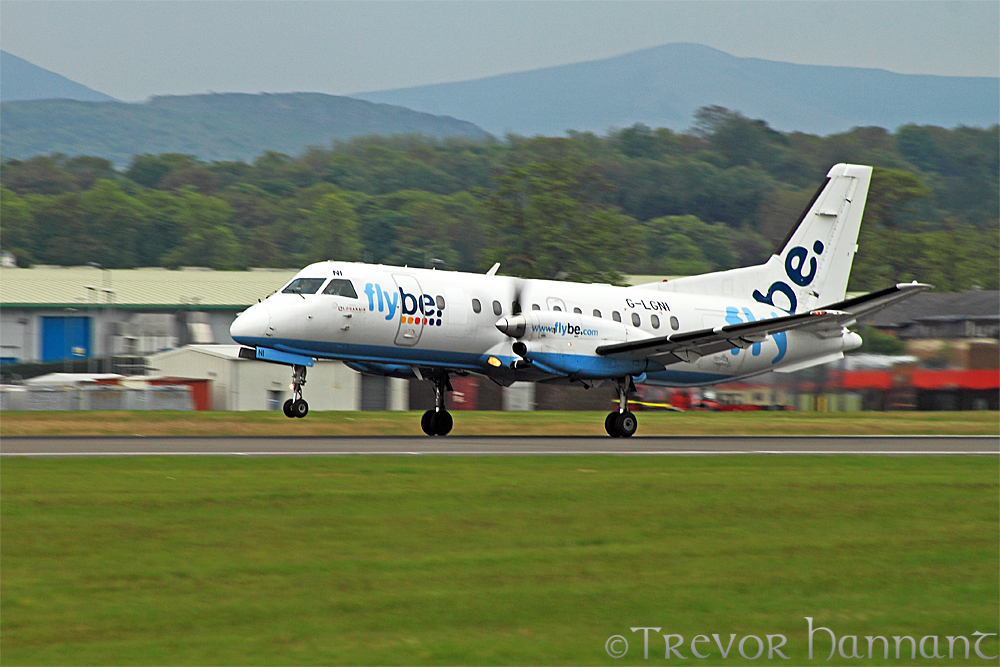
Dříve používaný Saab 240 Flybe

Flybe Group PLC (známá jako Flybe) byla nízkonákladová britská regionální letecká společnost s hlavními základnami v Birminghamu a Manchesteru. Sídlila na letišti v Exeteru.
Byla založena v roce 1979 pod jménem Jersey European Airways, po odkoupení společností Walker Steel Group se jmenovala Jersey European, v roce 2000 dostala název British European (BE), později se před zkratku Be dosadilo slovo Fly a vzniknul její název. Dne 4. března 2020 společnost vstoupila kvůli finančním potížím do insolvence.

## Praha
Flybe létalo od 8. května 2017 také linku z britského letiště Londýn–Southend na pražské letiště Václava Havla. Byla zahájena s frekvencí pěti letů týdně (po, st, čt, pá, ne) letadlem Embraer E175 imatrikulace G-FBJE. Provozovatelem tohoto spojení byla společnost Stobart Air, ve franšízové spolupráci s Flybe. Společnost Flybe spojila Prahu s pátým londýnským letištěm po letištích Heathrow, Gatwick, Luton a Stansted. Na podzim 2018 společnost oznámila, že linka 10. ledna 2019 končí.
V roce 2022 na svých webových stránkách, informuje, že se má vrátit.

## Flotila

### Současná
Flotila v prosinci 2016 čítala 103 používaných a 8 objednaných letadel:

### Historická
Typy letadel která dříve společnost Flybe provozovala:
- BAC 1-11
- BAe 146
- Bombardier CRJ200
- de Havilland Canada DHC-6 Twin Otter
- Embraer EMB 110 Bandeirante
- Embraer ERJ 145
- Fokker F-27
- Avro 748
- Short 360
- Bombardier Dash 8-300